# Juan de la Cierva (stacja metra)
Juan de la Cierva – stacja metra w Madrycie, na linii 12. Znajduje się w Getafe i zlokalizowana jest pomiędzy stacjami Getafe Central i El Casar. Została otwarta 11 kwietnia 2003 roku.